# Gmina Środa Śląska
Die Gmina Środa Śląska [ˈɕrɔda ˈɕlɔŋska] ist eine Stadt- und Landgemeinde im Powiat Średzki der Woiwodschaft Niederschlesien in Polen. Sitz des Powiat und der Gemeinde ist die Środa Śląska (deutsch: Neumarkt in Schlesien) mit etwa 9500 Einwohnern. 

## Gliederung
Zur Stadt- und Landgemeinde Środa Śląska gehören neben der Stadt selbst 27 Dörfer (deutsche Namen, amtlich bis 1945) mit einem Schulzenamt:
- Brodno (Breitenau)
- Bukówek (Buchwald)
- Cesarzowice (Zieserwitz)
- Chwalimierz (Frankenthal)
- Ciechów (Dietzdorf)
- Gozdawa (Gossendorf)
- Jastrzębce (Falkenhain)
- Jugowiec (Hausdorf)
- Juszczyn (Lampersdorf)
- Kobylniki (Kobelnick)
- Komorniki (Kammendorf)
- Kryniczno (Krintsch)
- Kulin (Keulendorf)
- Lipnica (Schadewinkel)
- Michałów
- Ogrodnica (Schönau)
- Pęczków (Panzkau)
- Proszków (Schöneiche)
- Przedmoście (Bruch)
- Rakoszyce (Rackschütz) mit Schloss Rackschütz
- Rzeczyca (Regnitz)
- Słup (Schlaupe)
- Szczepanów (Stephansdorf) mit Schloss Ober-Stephansdorf
- Święte (Bischdorf)
- Wojczyce (Polkendorf)
- Wrocisławice (Obsendorf)
- Zakrzów (Seedorf)

## Partnerschaften
Gemeindepartnerschaften bestehen mit:
- Kamjanka-Buska, Ukraine
- Saterland, Deutschland
- Štěpánov u Olomouce (Stefanau), Tschechien